# Rentnerdemokratie
Rentnerdemokratie ist ein von Roman Herzog geprägtes politisches Schlagwort.
Demnach würden durch eine Überalterung der Bevölkerung in Deutschland immer mehr Senioren und vor allem Rentenbezieher von ihrem Wahlrecht Gebrauch machen, sodass diese bei politischen Entscheidungen vor allem in der Rentenpolitik übermäßig berücksichtigt würden.

## Herkunft des Begriffs
Der Begriff wurde im April 2008 von Alt-Bundespräsident Roman Herzog durch folgende Interviewäußerung in die rentenpolitische Diskussion eingebracht:

„Ich fürchte, wir sehen gerade die Vorboten einer Rentnerdemokratie: Die Älteren werden immer mehr, und alle Parteien nehmen überproportional Rücksicht auf sie. Das könnte am Ende in die Richtung gehen, dass die Älteren die Jüngeren ausplündern.“

Anlass war Kritik von Seniorenverbänden gegen den CDU-Bundestagsabgeordneten Jens Spahn, der eine außerplanmäßige, nominale Rentenerhöhung, die von der Bundesregierung vorgesehen war, verhindern wollte.

## Diskussion um den Begriff
VdK-Präsident Walter Hirrlinger äußerte sich verärgert über Herzogs Wortwahl: Er habe „überhaupt kein Verständnis“ dafür, dass Herzog auf diese Weise „Emotionen hochpuscht“. Weiter: „Die Älteren plündern die Jüngeren nicht aus, sondern sie wollen wenigstens ein Quäntchen vom Aufschwung mitkriegen, damit sie nicht immer nur Kaufkraftminderungen hinnehmen müssen.“
Das Wort war einer der Favoriten auf den Titel „Unwort des Jahres 2008“.
Bei einer Erhebung von Infratest dimap für die ARD widersprachen 64 Prozent der deutschen Bevölkerung Herzogs Aussage, wonach die Parteien auf Kosten der Jüngeren überproportional Rücksicht auf Ältere nehmen. Nur 33 Prozent der Befragten stimmten Herzogs These, die viele Diskussionen ausgelöst hatte, zu. Allerdings zeigte sich bei der Umfrage auch, dass sich das Meinungsbild je nach Alter unterscheidet. Eine Mehrheit der 18- bis 34-Jährigen teilte Herzogs Kritik an einem „übermäßigen Einfluss“ der Älteren auf die Politik. Befragte ab 35 Jahren verneinten dies hingegen mehrheitlich. Bei den über 45-Jährigen waren es sogar 70 Prozent, die Nein zu Herzogs These sagten.
Die CDU-nahe Konrad-Adenauer-Stiftung stellte in Bezug zur Europawahl in Deutschland 2009 fest, dass etwa ein Drittel der Wahlberechtigten über 60 Jahre sei und dort auch die höchste Wahlbeteiligung vorhanden sei. So habe „sich das Abstimmungsverhalten in dieser Gruppe insgesamt sehr positiv auf das Gesamtabschneiden der Union ausgewirkt“. Vor allem würden die über 60-jährigen Frauen fast zur Hälfte die Union wählen.